# Anthocharis midea
Anthocharis midea is een vlindersoort uit de familie Pieridae (witjes) en de onderfamilie Pierinae.
De spanwijdte van de vlinders is 35 tot 45 millimeter. Zoals bij veel verwante soorten is er een duidelijke seksuele dimorfie: het mannetje heeft een oranje vleugeltip, het vrouwtje niet.
De soort komt voor in het oostelijk deel van Noord-Amerika.
Anthocharis midea werd in 1809 beschreven door Hübner.

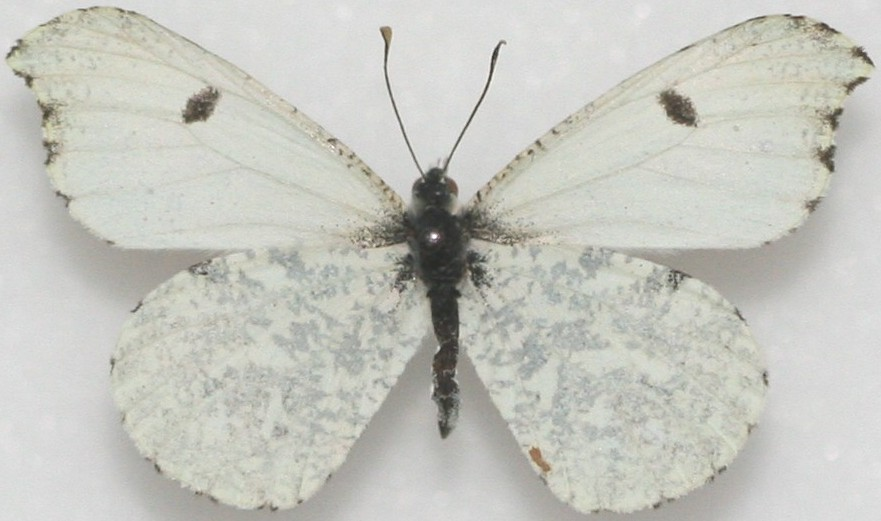
Vrouwtje
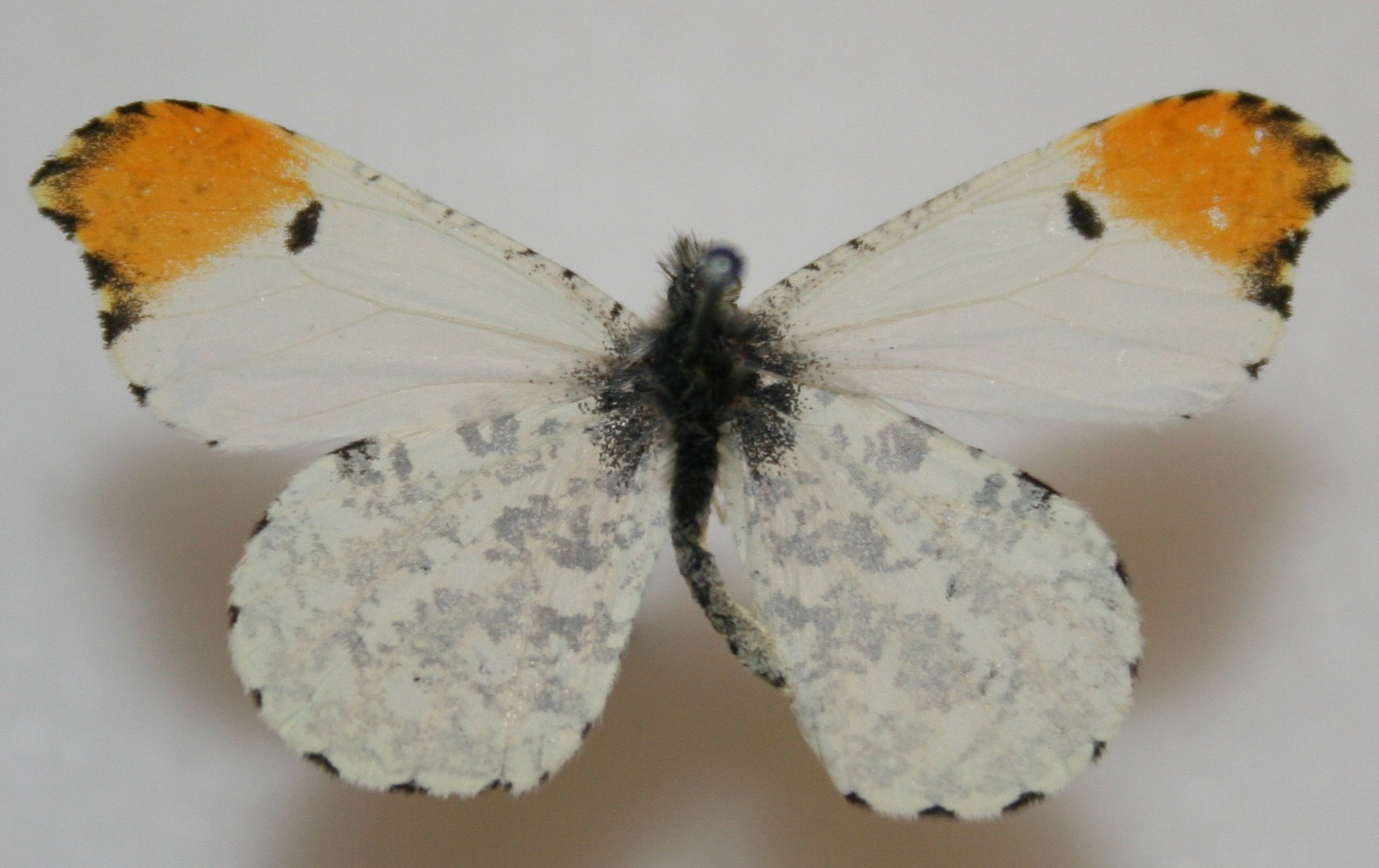
Mannetje